# Nathaniel Shaler
Nathaniel Southgate Shaler (n. 20 februarie 1841, Newport⁠(d), Kentucky, SUA – d. 10 aprilie 1906, Cambridge, Massachusetts, SUA) a fost un paleontolog și geolog american care a scris pe larg despre implicațiile teologice și științifice ale teoriei evoluției.

## Biografie
Născut în 1841, Shaler a studiat la Lawrence Scientific School din cadrul Colegiului Harvard sub îndrumarea profesorului Louis Agassiz. După absolvirea studiilor în 1862, Shaler a intrat în corpul profesoral de la Harvard mai întâi ca lector (1868), profesor de paleontologie timp de două decenii (1869-1888) și profesor de geologie pentru încă aproape două decenii (1888-1906). Începând din 1891, a fost decan al Lawrence School.Shaler a fost numit director al Kentucky Geological Survey în 1873, îndeplinind această funcție până în 1880. În 1884 a fost numit geolog la US Geological Survey, fiind responsabil cu divizia atlantică. El a fost comisar pentru agricultură al statului Massachusetts, în momente diferite, și a fost președinte al Societății Geologice din America în anul 1895. De asemenea, a servit doi ani ca ofițer al Uniunii în Războiul Civil American.
La începutul carierei profesionale, Shaler a fost creaționist și anti-Darwinist. Această poziție s-a datorat marelui respect manifestat pentru omul de știință genial, dar de modă veche Agassiz, sub al cărui patronaj Shaler a urmat în ierarhia de la Harvard. Când propria lui poziție de la Harvard a devenit sigură, Shaler a acceptat treptat darwinismul în principiu, dar l-a privit într-un mod neo-Lamarckian. Shaler a extins munca lui Charles Darwin cu privire la importanța râmelor în formarea solului la alte animale, cum ar fi furnicile. Ca și mulți alți evoluționiști ai vremii, Shaler a încorporat principiile de bază ale selecției naturale — șansă, întâmplare, oportunism — într-un tablou de ordine, scop și progres în care caracteristicile erau moștenite prin eforturile depuse de organismele individuale.
Shaler a fost, de asemenea, un apologet al sclaviei și un susținător sincer în superioritatea rasei anglo-saxone. La sfârșitul carierei sale, Shaler a continuat să sprijine poligenismul lui Agassiz, o teorie a originii omului care a fost adesea folosită pentru a susține discriminarea rasială. În articolul său din 1884, "The Negro Problem", publicat în Atlantic Monthly, Shaler susținea că negrii eliberați din sclavie erau „ca niște copii pierduți în pădure, ce aveau nevoie de vechea protecție a stăpânirii puternice”, deoarece ei au început să fie dominați din ce în ce mai mult de „natura animalică” pe măsură ce se transformau din copii în adulți, iar sclavia americană a fost „infinit cel mai ușor și mai decent sistem de sclavie care a existat vreodată”.
În cariera sa ulterioară, Shaler a îndeplinit funcția de decan al Facultății de Științe de la Harvard și a fost considerat unul dintre cei mai populari profesori ai universității. El a publicat mai multe tratate lungi și scurte în timpul vieții sale, cu subiecte variind de la studii topografice la filosofie morală.

## Lucrări
- (1870). On the Phosphate Beds of South Carolina.
- (1876–1882). Geological Survey of Kentucky [6 vol.]
- (1876). Memoirs of the Geological Survey of Kentucky.
- (1878). Thoughts on the Nature of Intellectual Property and its Importance to the State.
- (1880). "The Geology of Boston and its Environs", în The Memorial History of Boston.
- (1881). Illustrations of the Earth's Surface; Glaciers [cu William Morris Davis].
- (1884). A First Book in Geology.
- (1885). Kentucky, a Pioneer Commonwealth ["American Commonwealth Series"].
- (1891). Nature and Man in America.
- (1892). The Story of Our Continent.
- (1893). The Interpretation of Nature.
- (1894). The United States of America [2 vol.]
- (1895). Domesticated Animals.
- (1895). The Geology of the Road-Building Stones of Massachusetts.
- (1896). American Highways.
- (1898). Geology of the Cape Cod District.
- (1898). Outlines of the Earth's History.
- (1899). Geology of the Narragansett Basin.
- (1900). The Individual: Study of Life and Death.
- (1903). A Comparison of the Features of the Earth and the Moon.
- (1904). The Citizen: A Study of the Individual and the Government.
- (1904). The Neighbor.
- (1905). Man and the Earth.
- (1909). The Autobiography of Nathaniel Southgate Shaler.

Ficțiune
- (1903). Elizabeth of England: A Dramatic Romance in Five Parts.

Poezie
- (1906). From Old Fields: Poems of the Civil War.